# De Ferrari (métro de Gênes)
De Ferrari est une station de la ligne unique du métro de Gênes. Elle est située piazza De Ferrari à Gênes en Italie.

## Situation sur le réseau
Établie en souterrain, De Ferrari est une station de passage de l'unique ligne du métro de Gênes. Elle est située entre la station Sarzano-San Agostino, en direction du terminus nord-ouest Brin, et la station Brignole, terminus est.
Elle dispose des deux voies de la ligne encadrées par deux quais latéraux.

## Histoire
La station De Ferrari, inaugurée et mise en service le 4 février 2005, lors de l'ouverture à l'exploitation de la section de San Giorgio à De Ferrari. Le projet de la station est due à l'architecte Renzo Piano et la finition est due à l'architecte Renzo Truffelli,.

## Services aux voyageurs

### Desserte
De Ferrari est desservie par les rames qui circulent sur l'unique ligne du réseau, entre Brin et Brignole.

Installations et desserte
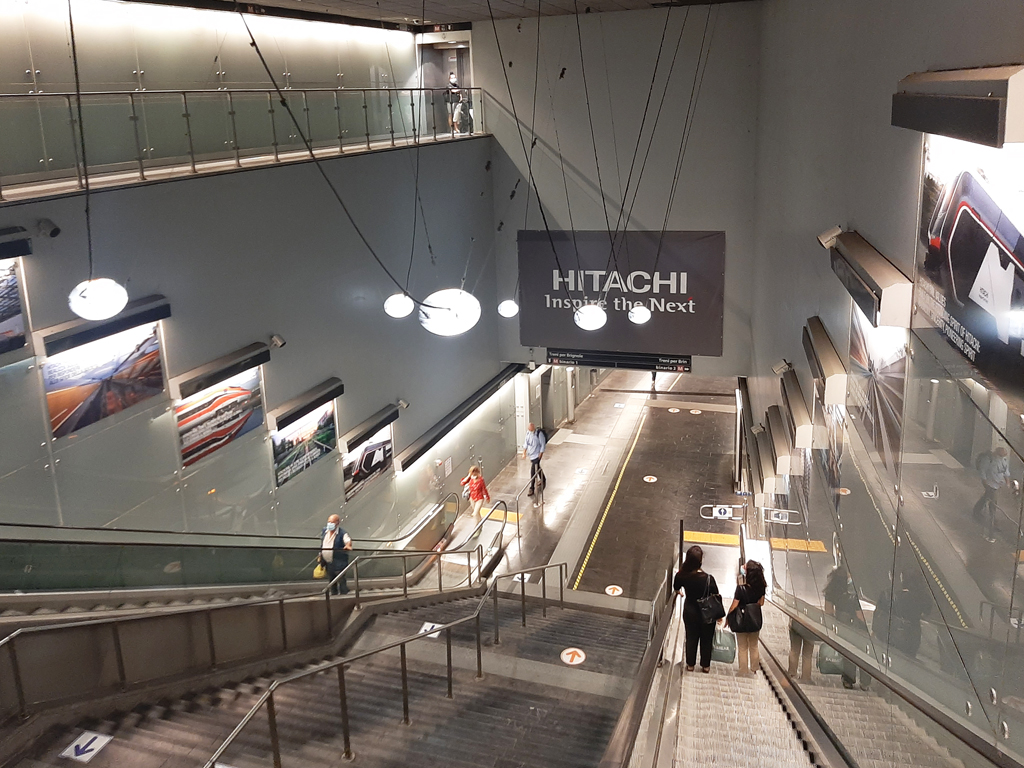
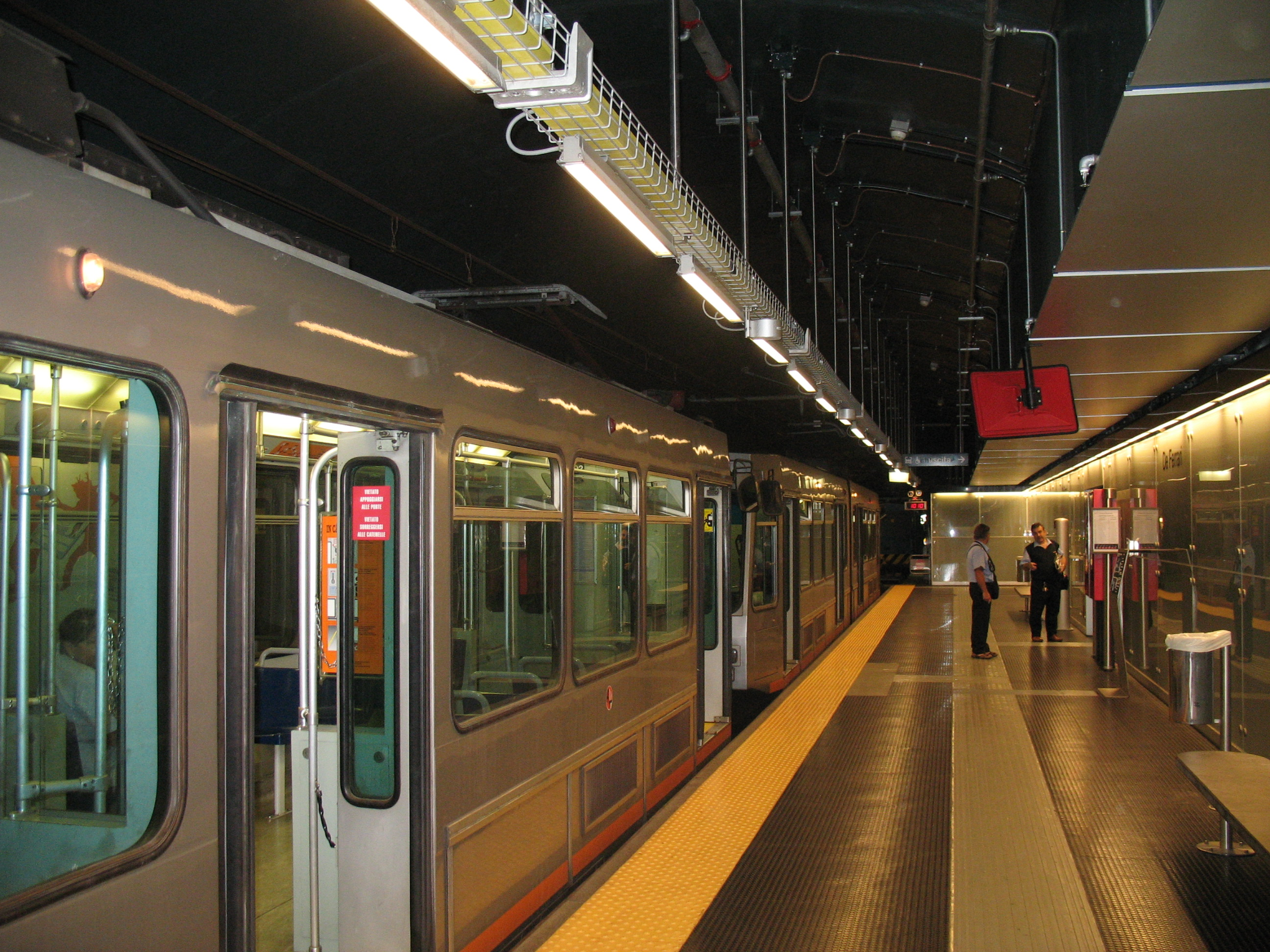
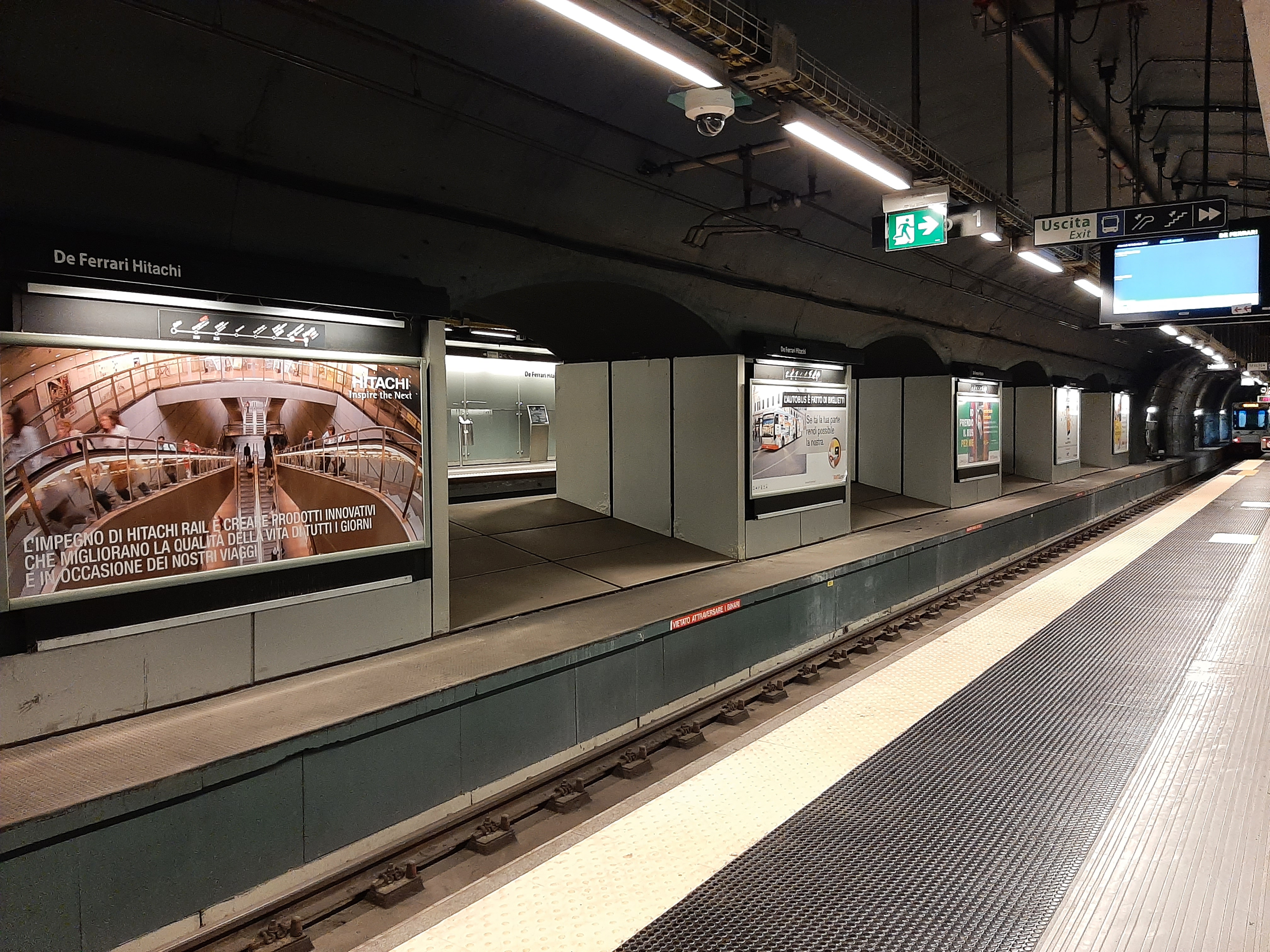